# De Puntpaal
De Puntpaal (Fries: De Puntpeal) is een grenspaal langs de weg Scheiding (de Skieding) ten oosten van Drachtstercompagnie op de grens tussen de provincies Groningen en Friesland. De Puntpaal heeft grenspaal nummer 13.
Volgens Gildemacher bevindt zich bij de grenspaal een buurtschap met de naam De Puntpaal. Dit idee wordt echter door andere bronnen als het kadaster niet ondersteund. De naam Puntpaal komt dan ook niet voor als plaatsnaam in de Basisregistratie Topografie (BRT)
De roman Rjochtdei op de Skieding van Rink van der Velde uit 1993 speelt zich af in Scheiding en De Puntpaal.
1. ↑  Gildemacher, Karel F. (cop. 2007). Friese plaatsnamen : alle steden, dorpen en gehuchten. Friese Pers Boekerij, Leeuwarden. ISBN 978-90-330-0643-2.